# 吉普瑟姆克里克鎮區 (堪薩斯州麥克弗森縣)
吉普瑟姆克里克鎮區（英語：Gypsum Creek Township）為美國堪薩斯州麥克弗森縣轄下的鎮區。2010年美国人口普查中此鎮區人口有188人。

## 地理
吉普瑟姆克里克鎮區涵蓋總面積為93.3平方（36.01平方英里），其中陸地面積為93.1平方（35.96平方英里），水域面積為0.13平方（0.05平方英里）或0.14%。

## 人口統計
根據2010年美國人口普查，吉普瑟姆克里克鎮區人口有188人，其中男性有96人，女性有92人，人口密度為每平方公里2.02人，住房計92戶。鎮區內的白人有182人，非裔美國人有0人，美洲原住民有5人，亞裔美國人有0人，太平洋島裔美國人有0人，其他種族有1人，混血種族則有0人。此外鎮區內有3人為西班牙裔或拉丁裔美國人。此鎮區之年齡中位數為49.2歲，而男性年齡中位數為48.0歲，女性年齡中位數為51.5歲。